# Hermann Wagener (Politiker)
Friedrich Wilhelm Hermann Wagener, auch Herrmann (* 8. März 1815 in Segeletz, jetzt Teil von Wusterhausen/Dosse; † 22. April 1889 in Friedenau bei Berlin) war ein preußischer Jurist, Chefredakteur der Neuen Preußischen Zeitung (Kreuzzeitung) und war konservativer preußischer Ministerialbeamter und Politiker.

## Leben
Wagener war der Sohn des Landpfarrers eines Ortes bei Neuruppin. Nach seinem Abitur in Salzwedel studierte er ab 1835 Rechtswissenschaften an der Universität Berlin. Er beschäftigte sich mit der Rechtsphilosophie Friedrich Julius Stahls und den ökonomischen Ideen von Karl Ludwig von Haller zum Legitimitätsprinzip.
Hermann Wagener durchlief die übliche juristische Laufbahn, wurde 1838 Rechtsreferendar am Oberlandesgericht Frankfurt (Oder) unter dem Vizepräsidenten Ludwig von Gerlach und arbeitete von 1844 bis 1847 als Assessor bei den Meliorationsanlagen in Preußen; später im Konsistorium der Provinz Sachsen. 1847 wurde er Oberlandesgerichts- und Konsistorialassessor in Magdeburg und war mit den disziplinarischen Auseinandersetzungen gegen Leberecht Uhlich beschäftigt.
1848 schied er aus dem Staatsdienst aus, ließ sich als Rechtsanwalt beim Obertribunal nieder. Als Mitglied der im Entstehen begriffenen Konservativen Partei begründete er im Laufe des Revolutionsjahrs 1848 u. a. zusammen mit Ernst Ludwig von Gerlach und Friedrich Julius Stahl, deren späteres Parteiorgan, die monarchistische Neue Preußische Zeitung. Bis 1854 leitete er sie als Chefredakteur. Theodor Fontane, der in dieser Zeit unter ihm arbeitete, sagte ihm in seinen Lebenserinnerungen politischen Weitblick nach und nannte ihn „eine Art Nebensonne zu Bismarck“. Mit dieser Tätigkeit entwickelte sich Wagener zu einem der bekanntesten und umstrittensten konservativen Publizisten, sicherlich auch durch die erfolgreiche publizistische Zusammenarbeit mit Otto von Bismarck. 1848 gründete er den Verein für König und Vaterland.
1854 schied er aus der Redaktion der Kreuzzeitung  aus, investierte seine Abfindung in das Gut Dummerwitz bei Neustettin und wirkte bis 1856 als Rechtsanwalt in Berlin. Nachdem er 1856 mit dem Titel Justizrat aus seinem Amt als Rechtsanwalt ausgeschieden war, ließ er sich in Hinterpommern zum Abgeordneten wählen. Neben seiner rednerischen Tätigkeit im Preußischen Abgeordnetenhaus sowie seit 1867 im Norddeutschen und 1871 im Deutschen Reichstag versuchte er auch in dem seit 1859 von ihm herausgegebenen „Staats- und Gesellschaftslexikon“ die konservativen Anschauungen wissenschaftlich zu begründen.
1861 beteiligte er sich an der Gründung des konservativen Preußischen Volksvereins, der bis 1872 aktiv war. Am 29. März 1866 wurde er gegen den Willen König Wilhelms I. zum vortragenden Rat im Staatsministerium berufen, da Bismarck durch ihn wenigstens einen Teil der alten konservativen Partei an seine Politik zu ketten suchte. Zugleich zog Bismarck ihn in den sozialen Fragen zu Rate. Als Bismarck für den Reichstag des Norddeutschen Bundes statt des preußischen Dreiklassenwahlrechts ein allgemeines, freies, geheimes und gleiches Männerwahlrecht plante, sprach sich Wagener vehement dafür aus und wählte drastische Worte gegen die Ungleichbehandlung der Stimmen im Dreiklassenwahlrecht.
Fontane berichtet, Wagener habe versucht, Bismarck einzuträufeln, „die verhasste Bourgeoisie durch die Sozialdemokratie zu bekämpfen“. Das heißt, er habe Bismarck zu seinen Gesprächen mit Ferdinand Lassalle angeregt. Im ersten deutschen Reichstag unterstützte er Bismarck auch erfolgreich durch seine Reden über die deutsche Reichsverfassung und das Jesuitengesetz. Bestrebungen Wageners zur Gründung einer sozial-konservativen Partei 1872 schlugen fehl.
1873 wurde er erster Rat im Staatsministerium, aber von Kaiser Wilhelm I. nicht zum persönlichen Vortrag zugelassen, da sich inzwischen Gerüchte über seinen Anteil an unsoliden Gründungen (Pommersche Centralbahn) verbreitet hatten, die sein politischer Widersacher Eduard Lasker 1873 im Abgeordnetenhaus öffentlich darlegte. Wagener musste nicht bloß seinen Abschied einreichen, sondern wurde auch gerichtlich zum Ersatz von 40.000 Talern unrechtmäßigen Gewinns verurteilt, wodurch er sein ganzes Vermögen verlor. 1878 gründete er die interkonfessionelle „Sozialkonservative Vereinigung“.
Hermann Wagener publizierte zahlreiche aktuelle Schriften, beispielsweise zur sozialen Frage. Sein wichtigstes Werk war das Staats- und Gesellschaftslexikon von 1862. Er verfasste das Programm der Deutschen Konservativen Partei von 1876 und war zudem der geistige Vater des Entwurfs einer Arbeiterversicherung.
Hermann Wagener, Angehöriger der katholisch-apostolischen Gemeinden, starb 1889 in Friedenau im Alter von 74 Jahren.
Politisch wollte Wagener zur Eindämmung des Einflusses der katholischen Kirche dem „Sozialpapst“ einen „Sozialkaiser“ entgegenstellen (Eine Lösung der sozialen Frage vom Standpunkt der Wirklichkeit und der Praxis, 1878).

## Schriften
- Das Judenthum und der Staat – Eine historisch-politische Skizze zur Orientirung über die Judenfrage. F. Heinicke, Berlin 1857 (Digitalisat).
- Denkschrift über die wirtschaftlichen Associationen und sozialen Koalitionen. 2. Auflage, Th. Thus jun., Neuschönefeld an Leipzig o. J. (Digitalisat).
- Staats- und Gesellschaftslexikon. Berlin 1859–1867, 23 Bände; Supplement 1868 (Digitalisate).
- Die Lösung der sozialen Frage vom Standpunkt der Wirklichkeit und Praxis. Von einem praktischen Staatsmanne. Bielefeld und Leipzig 1878.
- Die Politik Friedrich Wilhelm IV. R. Pohl, Berlin 1883 (Digitalisat).
- Erlebtes. Meine Memoiren aus der Zeit von 1848–1866 und von 1873 bis jetzt. 2. Auflage, R. Pohl, Berlin 1884 (Digitalisat).
- Die kleine aber mächtige Partei. Nachtrag zu „Erlebtes“. Meine Memoiren aus der Zeit von 1848–1866 und von 1873 bis jetzt. R. Pohl, Berlin 1885 (Digitalisat).
- Die Mängel der christlich-sozialen Bewegung. Minden 1885.
- Der Niedergang Napoléons III. 3. Auflage, Gergonne & Cie., Berlin 1892 (Digitalisat).